# Pelophryne signata
Pelophryne signata es una especie de anfibios de la familia Bufonidae.
Se encuentra en Brunéi, Malasia y posiblemente Indonesia.
Su hábitat natural incluye bosques secos tropicales o subtropicales y marismas de agua dulce.
Está amenazada de extinción.